# 王忠
王 忠（おう ちゅう、生没年不詳）は、中国後漢末期から三国時代の武将。司隷扶風郡の人。

## 正史の事跡
若い頃は亭長をつとめていた。三輔が混乱すると、王忠は飢え苦しんで人肉を食した。その後、衆を率いて武関に入り荊州へ向かうが、荊州州境には婁圭が割拠していた。婁圭はすでに建安元年（196年）、王忠と同様に関中から移動して来た張済を拒み戦死させている。王忠は婁圭に帰属することを望まず、これを攻撃し撃ち破った。その後千人余りの軍を率いて曹操に帰属し中郎将となった。
建安4年（199年)秋、劉備が徐州の下邳で刺史車冑を殺害し曹操に叛逆した。王忠は曹操の命により劉岱とともに出撃したが、沛県(小沛)に拠る劉備を降すことはできなかった。その後は揚武将軍・軽車将軍を歴任し、都亭侯に封じられている。
建安18年（213年）、魏公への任命を受諾するよう曹操に促す『魏公國勧進奏』に王忠は名を連ねている。順位は夏侯惇の次、程昱や王朗たちよりも上位の八番目に揚武将軍・都亭侯として王忠の名前がある。また、延康元年（220年）、曹丕の家臣団が曹丕に対し、後漢からの禅譲を受けるよう勧めた『魏公卿上尊号奏』にも、王忠は軽車将軍・都亭侯として名を連ねている。順位は曹洪・曹真・曹休・夏侯尚ら曹丕の親族や張郃・徐晃・張遼といった功臣たちより上位の七番目である。後述の逸話や、これらの表における王忠の名の順位は、王忠と曹操・曹丕親子との親しさ・近さを表している。

### 逸話
五官中郎将だった曹丕は、曹操・王忠らと共に外出したことがあった。このとき曹丕は、芸人に命じて墓場から髑髏を取って来させ、これを王忠の鞍に括り付けさせた。かつて人肉を食った王忠を、笑い者にしたのである。
黄初5年（224年）、魏の皇帝となっていた曹丕（文帝）は友人の呉質のために、上将軍と特進以下の官吏をすべて呉質の宿舎に集め、酒宴を催した。曹丕の寵を鼻にかけた呉質は曹真が太っているのをからかい、酒の肴にしようとした。このとき曹真が激怒したにもかかわらず、さらに王忠は曹洪と共に呉質の悪乗りに便乗して曹真をからかい、曹真の怒りに油を注いだという（呉質伝が引く『呉質別伝』）。

## 物語中の事跡
小説『三国志演義』でも史実と同様に、劉岱とともに劉備討伐に向かう。この時の曹操の意図は、袁紹を相手にしている間の時間稼ぎ程度であったとなっている。王忠は、関羽との戦いに敗れ捕えられてしまう。しかし劉備からは礼遇され、同じく捕えられた劉岱と共に、曹操への斡旋を依頼されている。帰還後、王忠と劉岱は曹操に敗戦の咎を問われ処刑されそうになる。しかし、孔融の取り成しで助命されている。
なお史実では、王忠らはあくまで勝利を得られなかった（原文「不克」）とあるのみで、劉備に捕虜とされたわけではない。